# Alexandromys shantaricus
Alexandromys shantaricus (Ognev, 1929) è un roditore della famiglia dei Cricetidi diffuso in Russia.

## Descrizione

### Dimensioni
Roditore di piccole dimensioni, con la lunghezza della testa e del corpo tra 95 e 130 mm, la lunghezza della coda tra 28 e 44 mm, la lunghezza del piede tra 16 e 20 mm, la lunghezza delle orecchie tra 10 e 13 mm e un peso fino a 51 g.

### Aspetto
Le parti dorsali sono grigio-brunastro scuro con riflessi bruno-giallastri, mentre le parti ventrali sono grigio cenere. La coda è corta e bicolore. La pianta dei piedi è fornita di 5 cuscinetti carnosi. Il cariotipo è 2n=44 FN=60.

## Biologia

### Comportamento
É una specie terricola

### Alimentazione
Si nutre di vegetali, avena, pane, corteccia di salice ed erba verde.

### Riproduzione
Danno alla luce 1-7 piccoli, mediamente 2-4, ad intervalli di 22-85 giorni, mediamente 42-48.

## Distribuzione e habitat
Questa specie è diffusa lungo le coste meridionali del Mare di Okhotsk e sull'isola di Bol'šoj Šantar, nell'estremo oriente russo.

## Conservazione
Questa specie, essendo stata riconosciuta solo recentemente, non è stata sottoposta ancora a nessun criterio di conservazione.